# Okszana Sztefanyivna Zabuzsko
Okszana Sztefanyivna Zabuzsko (ukránul: Окса́на Стефа́нівна Забу́жко; Luck, 1960. szeptember 19.–) ukrán írónő, költőnő, irodalomkritikus. 2019-ben Sevcsenko Nemzeti Díjjal tüntették ki.

## Élete és pályafutása
A Kijevi Egyetem filozófia szakán végzett 1987-ben. 1992 és 1994 között az Egyesült Államokban élt, a Pennsylvaniai Állami Egyetemen, a Harvard Egyetemen és a Pittsburghi Egyetemen is tanított egy rövid ideig. Az Ukrán Tudományos Akadémia Filozófiai Intézetében dolgozik.
1985-ben jelent meg első verseskötete Travnevij inyij címmel, melyet több további kötet követett. A viszimdeszjatniki („az 1980-as évek költői”) generáció költői között tartják számon. Műfordítóként ukránra adaptált Sylvia Plath, Marie Howe, Lucie Brock-Broido, Sue Standing és Czesław Miłosz költeményei közül néhányat. Íróként is népszerűvé vált, művei a szexualitással és a nők problémáival foglalkoznak, gyakran feminista szemszögből. 1996-ban jelent meg a Terepvizsgálatok az ukránok szexuális életéről, melyet jól fogadott a közönség. Zabuzsko ismeretterjesztő könyveket is írt, például Ivan Franko munkásságáról, Tarasz Sevcsenkóról és Leszja Ukrajinkáról.
Műveit számos nyelvre lefordították.

## Művei
Költőként
- Травневий іній (Travnevij inyij, 1985)
- Дириґент останньої свічки (Dirigent osztannyoji szvicski, 1990)
- Автостоп (Avtosztop, 1994)
- Новий закон Архімеда (Novij zakon Arhimeda, 2000)
- Друга спроба. Вибране (Druha szproba. Vibrane, 2005)
- Вибрані вірші 1980—2013 (Vibranyi virsi 1980—2013; 2013)

Szépíróként
- Польові дослідження з українського сексу (Poljovi doszlidzsennya z ukrajinszkoho szekszu; regény, 1996)
- Казка про калинову сопілку (Kazka pro kalinovu szopilku; novella, 2000)
- Сестро, сестро (Szesztro, szesztro; elbeszélések, 2003)
- Книга Буття, глава четверта (Kniha Buttya, hlava csetverta; novella, 2008)
- Музей покинутих секретів (Muzej pokinutih szekretyiv; regény, 2009)
- Тут могла б бути ваша реклама (Tut mohla b buti vasa reklama; elbeszélés, 2014)

Magyarul megjelent
- Terepvizsgálatok az ukránok szexuális életéről. Európa Kiadó, 1999